# Toledo City
Toledo City ist eine Großstadt in der Provinz Cebu auf der Insel Cebu auf den Philippinen. Sie hat 170.335 Einwohner (Zensus 1. August 2015), die in 38 Barangays leben. Sie gehört zur dritten Einkommensklasse der Gemeinden auf den Philippinen und wird als partiell urbanisiert beschrieben.
Sie liegt an der Westküste der Insel Cebu an der Tanon-Straße, der Stadt San Carlos City auf der Insel Negros gegenüber. Ihre Nachbargemeinden sind Balamban im Norden, Minglanilla, Cebu City und Naga City im Osten, südlich liegt Pinamungahan. Die Topographie der Stadt wird bis auf einen kleinen Küstenstreifen als gebirgig beschrieben. Östlich von Toledo City liegt der Central-Cebu-Nationalpark und der Sudlon-Nationalpark, die beide viele endemische Tier- und Pflanzenarten beherbergen.

## Bildungseinrichtungen
- Campus der University of the Visayas

## Barangays
| - Awihao - Bagakay - Bato - Biga - Bulongan - Bunga - Cabitoonan - Calongcalong - Cambang-ug - Camp 8 - Canlumampao - Cantabaco | - Capitan Claudio - Carmen - Daanglungsod - Don Andres Soriano (Lutopan) - Dumlog - Ibo - Ilihan - Landahan - Loay - Luray II - Juan Climaco, Sr. (Magdugo) - Gen. Climaco (Malubog) | - Matab-ang - Media Once - Pangamihan - Poblacion - Poog - Putingbato - Sagay - Sam-ang - Sangi - Santo Niño (Mainggit) - Subayon - Talavera | - Tungkay - Tubod |